# William Roy (Reformator)
William Roy (* in Calais; † 1531 oder früher in Portugal) war Franziskaner-Observant und Student in Cambridge und Wittenberg jüdischer Herkunft.

## Leben
In Köln war er um 1525 und 1528 Mitarbeiter von William Tyndale bei der Bibelübersetzung. Während der Reformation verfasste er propagandistische Schriften für diese. Nachdem er mit Tyndale gebrochen hatte, tauchte er unter. Er wird als Flüchtling und Märtyrer betrachtet.

## Werke (Auswahl)
- A Brefe Dialoge bitwene a Christen Father and his stobborne Son(n)e. 1527
- The burying of the Mass in Rhyme. 1528
- A proper dyaloge betwene a Gentillman and a husbandma(n). 1529